# 南苑街道 (开封市)
南苑街道，是中华人民共和国河南省開封市鼓楼区下辖的一个乡镇级行政单位。

## 行政区划
南苑街道下辖以下地区：
小王屯村、杨四庄村、南柴屯村、丰收岗村、牛墩村、杨砦村、刘寺村、浅河村和蔡屯村。